# El Albujón
El Albujón ist ein Ortsteil der spanischen Stadt Cartagena in der Autonomen Gemeinschaft Murcia in Spanien.